# اقتصادات شبل النمر

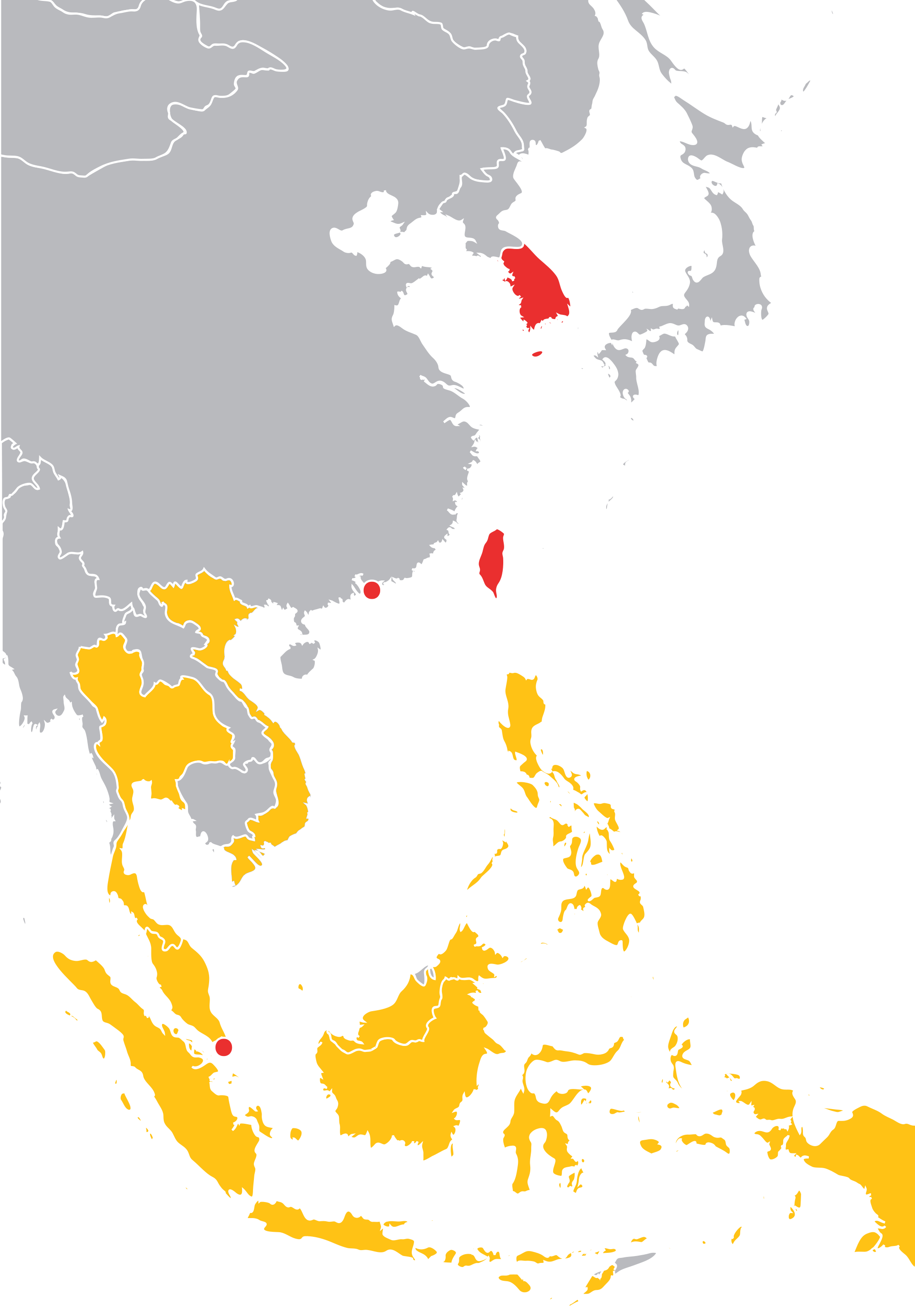
تتألف اقتصادات شبل النمر (الصفراء) من خمس دول، إندونيسيا، ماليزيا، الفلبين، تايلاند، فيتنام. يظهر أيضا النمور الأصلية (باللون الأحمر).

تشير اقتصادات شبل النمر مجتمعة إلى اقتصاديات البلدان النامية وهي إندونيسيا وماليزيا والفلبين وتايلاند  الدول الأربع المهيمنة في جنوب شرق آسيا، وفيتنام ، التي في كل من شرق آسيا وجنوب شرق آسيا .

## نظرة عامة
اقتصادات شبل النمر سميت بذلك لأنها حاولت اتباع نفس الاقتصاد القائم على التصدير ونموذج من التكنولوجيا والتنمية الاقتصادية التي تحققت بالفعل من قبل الدول الصناعية الفائقة التكنولوجيا البلدان المتقدمة من كوريا الجنوبية ودولة تايوان جنبا إلى جنب مع المراكز المالية الغنية هونغ كونغ وسنغافورة، والتي يشار إليها مجتمعة باسم النمور الآسيوية الأربعة. يشار إلى النمور الشابة باسم "الأشبال"، مما يعني ضمناً أن الدول الخمس الصناعية الحديثة  التي تشكل اقتصادات نمور التاميل تنهض بالنمور. في الواقع، أدرجت أربعة بلدان في قائمة إتش إس بي سي لأفضل 50 اقتصادا في عام 2050،  في حين أن إندونيسيا وفيتنام والفلبين مدرجة في قائمة غولدمان ساكس لأحد عشر اقتصادا صاعدا من الاقتصادات ذات الإمكانات العالية بسبب نموها السريع وكبر تعدادها السكاني.
لعب رواد الأعمال الصينيون المغتربون دوراً بارزاً في تنمية القطاع الخاص في المنطقة. هذه الشركات هي جزء من شبكة الخيزران الأكبر، وهي شبكة من الشركات الصينية في الخارج تعمل في أسواق البلدان النامية مثل ماليزيا وإندونيسيا وتايلاند وفيتنام والفلبين التي تربطها علاقات عائلية وثقافية مشتركة. أدى تحول الصين إلى قوة اقتصادية كبرى في القرن الحادي والعشرين إلى زيادة الاستثمارات في دول جنوب شرق آسيا حيث توجد شبكة الخيزران.

## اقتصاديات جنوب شرق آسيا

### اقتصاديات أشبال النمر
- اقتصاد اندونيسيا
- اقتصاد ماليزيا
- اقتصاد الفلبين
- اقتصاد تايلاند
- اقتصاد فيتنام

### اقتصادات التنانين الآسيوية الأربعة
- اقتصاد سنغافورة
- اقتصاد هونغ كونغ
- اقتصاد كوريا الجنوبية
- اقتصاد تايوان